# 누르베크 오랄바이
누르베크 라하토비치 오랄바이(카자흐어: Нұрбек Рахатұлы Оралбай 누르베크 라하툴르 오랄바이, 러시아어: Нурбек Рахатович Оралбай, 2000년 6월 11일~)는 카자흐스탄의 권투 선수이다. 2024년 하계 올림픽에서 남자 미들급 은메달을 획득했으며 세계 선수권 대회에서 금메달 1개를 획득했다.

## 개인사
쌍둥이 형제인 아이베크 오랄바이도 권투 선수이다.

## 수상

### 수훈
- 파라사트 훈장(2024년 8월 14일)